# Janez Stirn
Pour les articles homonymes, voir Stirn.
Janez Stirn (né le 16 mai 1966 à Kranj) est un sauteur à ski yougoslave.

## Championnats du Monde Junior
- Championnats du monde junior de saut à ski 1984 à Trondheim en  Norvège :
  -  Médaille d'argent.

## Coupe du Monde
- Meilleur classement final: 63e en 1987.
- Meilleur résultat: 11e.